# Helius comoreanus
Helius comoreanus är en tvåvingeart som beskrevs av Alexander 1959. Helius comoreanus ingår i släktet Helius och familjen småharkrankar.
Artens utbredningsområde är Komorerna. Inga underarter finns listade i Catalogue of Life.